# Ständehaus
Ein Ständehaus ist der Versammlungsort der Landstände. Im Ständehaus tagten in der Regel nicht nur die Versammlungen der einzelnen Stände Adel, Klerus und Bürger im Landtag. Dort waren auch die Behörden der Stände angesiedelt.

## Bekannte Ständehäuser in Deutschland

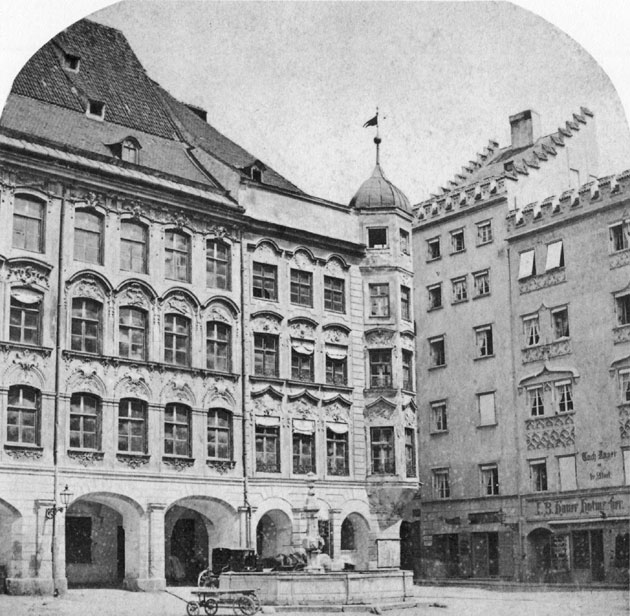
Das alte Ständehaus am Marienplatz in München (um 1860)

- Ständehaus Darmstadt des Landtags des Volksstaates Hessen (1945 zerstört)
- Sächsisches Ständehaus in Dresden, erbaut von Paul Wallot, der auch das Berliner Reichstagsgebäude entworfen hat
- Ständehaus in Düsseldorf, beherbergt heute einen Teil der Kunstsammlung Nordrhein-Westfalen
- schwäbisch-österreichisches Ständehaus in Ehingen
- Ständehaus in Flensburg, ehemaliger Sitz der Schleswigschen Ständeversammlung in Flensburg
- Ständehaus Görlitz
- Ständehaus in Grevenbroich
- Ständehaus Hannover, 1711 durch Louis Remy de la Fosse für die Calenberg-Göttingschen Landstände errichtet; 1881 abgebrochen
- Ständehaus in Kassel, eines der frühesten Neorenaissancebauwerke Deutschlands
- Ständehaus in Karlsruhe, erstes Parlamentsgebäude Deutschlands, bekannt für seine Wandgemälde von Moritz von Schwind
- Merseburger Ständehaus, heute ein Kongresszentrum
- Altes Landschaftsgebäude und Neues Landschaftsgebäude in München
- Ständehaus Potsdam
- Ständehaus in Rostock, heute Sitz des Oberlandesgerichts
- Landständehaus Stralsund
- Tagungsgebäude der württembergischen Landstände in Stuttgart